# Metro Taschkent
Die Metro Taschkent (usbekisch Toshkent metropoliteni) ist ein schienengebundenes Nahverkehrssystem in Taschkent, der Hauptstadt Usbekistans. Als erstes U-Bahnsystem Zentralasiens ging es am 6. November 1977 in Betrieb.

## Geschichte

### Netzentwicklung
Um den Verkehrsproblemen der immer stärker wachsenden Metropole Taschkent auch weiterhin gerecht werden zu können, interessierte sich die politische Führung in Usbekistan in den 1960er Jahren zunehmend für ein modernes Metrosystem für die Hauptstadt, ähnlich wie es 1935 in Moskau in Betrieb gegangen war. Nach dem Ausräumen einiger Bedenken auf politischer Seite, auch in Moskau, wurde am 26. September 1967 ein gemeinsamer Beschluss der Führung der Republik Usbekistan „Über die Planung und den Bau der Metro in Taschkent“ angenommen. Dabei wurde unterstrichen, dass für eine zügige Vorbereitung und für die erfolgreiche Umsetzung des Baus der U-Bahn Taschkent in kurzer Zeit umfangreiche Planungs- und Vermessungsarbeiten sowie die allgemeine Bauvorbereitung erfolgen müssen.
Im Verlauf des Jahres 1968 entwickelte das Metrogiprotrans-Institut einen Entwurfsauftrag, der am 16. Januar 1969 gebilligt wurde. Damit begannen die Planungen zum Bau einer U-Bahn – fast zwei Jahre nach dem schweren Erdbeben von 1966, das die Stadt zu großen Teilen zerstörte. Das hohe Erdbebenrisiko wurde berücksichtigt, indem die Tunnel und Stationen sicher genug für Beben der Stärke 9 auf der Richterskala ausgelegt wurden. Dies stellte eine Herausforderung dar, da sich der größte Teil des Baugebiets durch lössartigen Lehm auszeichnet, dessen charakteristisches Merkmal das Absinken bei Nässe ist. Zudem spielten auch die hohen Sommertemperaturen von in Extremfällen bis zu 50 Grad Celsius eine Rolle bei der Planung.
Die Bauarbeiten begannen im Januar 1972 und wurden durch das sowjetische „Tunnelkommando № 2“ durchgeführt. Am 28. Juni 1977 konnte die erste elektrische Zugfahrt zwischen den Stationen Chilonzor und Sobir Rahimov (heute Mirzo Ulugbek) durchgeführt werden, an Bord der Probefahrt waren Ingenieure und Politiker. Die feierliche Inbetriebnahme erfolgte am 6. November 1977, womit die U-Bahn als erste Zentralasiens den Betrieb über neun Stationen zwischen Oktyabr Inqilobi (deutsch Oktoberrevolution, heute Amir Temur Hiyobini, deutsch Amir-Temur-Platz) im Stadtzentrum und Olmazor im Südwesten Taschkents aufnahm. Am 18. August 1980 wurde die Linie vom Zentrum ausgehend um drei Stationen um rund 4,5 Kilometer nach Osten bis Maxim Gorki (heute Buyuk Ipak yoʻli, deutsch Große Seidenstraße) auf ihre heutige Ausdehnung verlängert. Alle zwölf Stationen der Linie 1 sowie zwei der elf Streckenabschnitte wurden in offener Bauweise erstellt, die restlichen Tunnel in bergmännischem Verfahren. Vier Bahnhöfe wurden als Einzelgewölbe aus monolithischen Stahlbeton realisiert, sieben erhielten Stützsäulenreihen auf dem Mittelbahnsteig.
Am 8. Dezember 1984 gingen die ersten fünf Stationen der zweiten Linie von der Kreuzungsstation Alisher Navoiy nach Süden bis Toshkent in Betrieb, ganze 13 Monate vor dem ursprünglich geplanten Eröffnungstermin. Der neue Streckenabschnitt hatte eine Länge von 5,6 Kilometern. Am 7. November wurden dann die Stationen Mashinasozlar und die südliche Endstation Chkalovskaya (deutsch Tschkalow-Straße, heute Doʻstlik) in Betrieb genommen. Die nördliche Verlängerung erfolgte in zwei Etappen, zunächst am 6. November 1989 um zwei Stationen bis Chorsu, anschließend am 30. April 1991 bis zur derzeitigen Endstation Tinchlik (deutsch Frieden)
Im September 2001 wurde die dritte Linie mit einer Streckenlänge von sechs Kilometern und sechs U-Bahnhöfen zwischen Ming Oʻrik im Zentrum und der Station Shahriston im Norden in Betrieb genommen. Am 29. August 2020 erfolgte dann die durch das COVID-19-Virus verzögerte Inbetriebnahme der Verlängerung über Yunusobod im Zentrum des gleichnamigen Bezirks zur neuen nördlichen Endstation Turkiston. Der Tunnel wurde mit einer deutschen Bohrmaschine von Herrenknecht vorangetrieben. Die Projektkosten hierfür beliefen sich auf rund 92 Millionen Euro.
Nur einen Tag später, am 30. August 2020 nahm dann auch die oberirdische Linie 4 im Süden der Stadt ihren Betrieb zwischen Doʻstlik-2 und Qoʻyliq auf, mit deren Bau im Jahr 2017 begonnen worden war. Die Linie verläuft dabei über folgende neue Stationen:
- Doʻstlik-2, ebenerdige Station mit Übergang zur unterirdischen Station Doʻstlik der Linie 2
- Ohongaron, aufgeständert neben der Straße Parkent koʻchasi, die Teil des Äußeren Stadtrings ist
- Tuzel, aufgeständert neben der Äußeren Ringstraße, benannt nach dem Wohngebiet, in dem die Station liegt
- Iltifot, aufgeständert neben der Äußeren Ringstraße, die namensgebende Straße unterquert die Strecke unmittelbar südlich der Station
- Rohat, aufgeständert neben der Äußeren Ringstraße, benannt nach einem naheliegenden See gleichen Namens
- Yangiobod, ebenerdig neben der Äußeren Ringstraße, benannt nach dem naheliegenden Markt gleichen Namens
- Qoʻyliq, ebenerdig neben der Äußeren Ringstraße, vorläufige Endhaltestelle ohne Wendeanlage

Am 25. April 2023 wurde die Linie um fünf Stationen zur Station 12-Bekat verlängert. An einer weiteren Verlängerung zur Station 14-Bekat, wo über die Station 5-Bekat ein Anschluss zur Linie 1 entstehen soll, wird derzeit gearbeitet. Am 11. März 2024 wurde die Linie weiter bis zur Station Qipchoq, wo Anschluss zur Linie 1 besteht, verlängert.

### Sonstige Entwicklungen

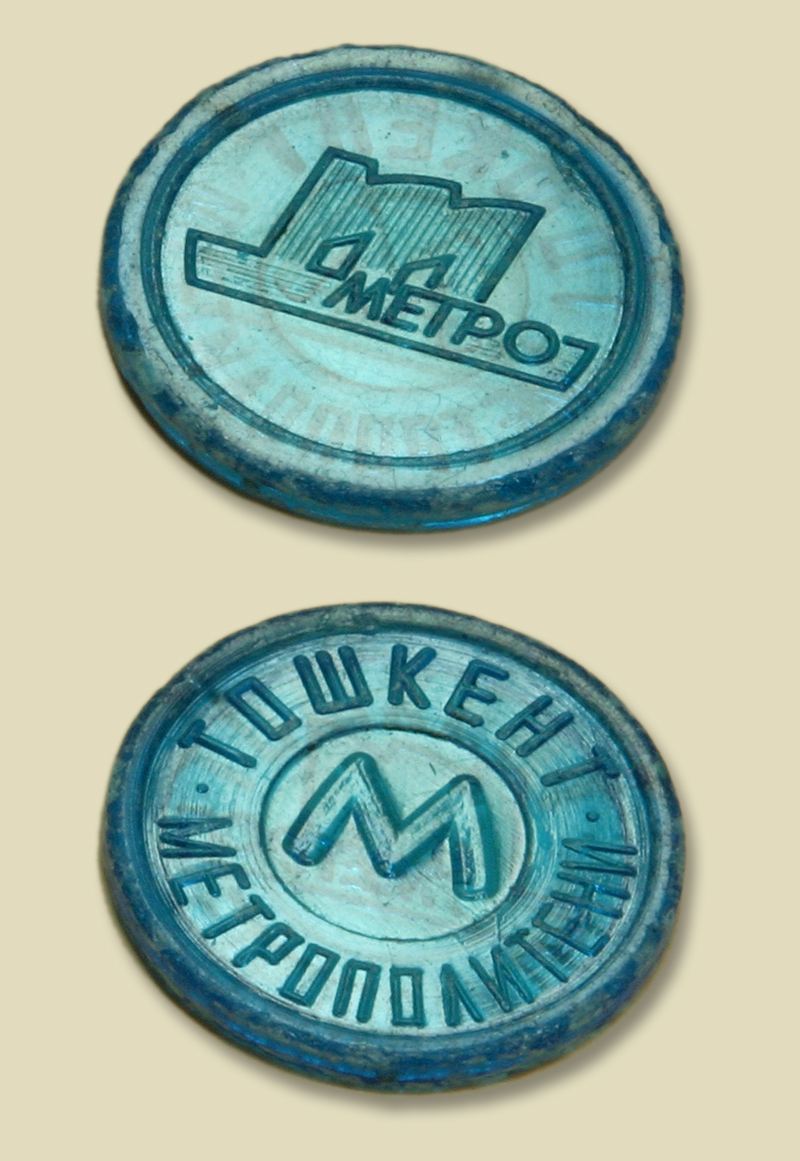
Bis 2020 verwendeter Fahrkartenchip (Vorder- und Rückseite)

2016 wurde die Metro Taschkent in die Staatsbahn Oʻzbekiston Temir Yoʻllari eingegliedert.
Da die Metro bei ihrem Bau auch als Schutzraum für Luftangriffe ausgelegt wurde, galt sie als militärisch wichtig und im gesamten Innenbereich bestand bis 1. Juni 2018 ein Fotografier- und Filmverbot.
Aufgrund der COVID-19-Pandemie war der Betrieb auf allen Metrolinien zwischen 22. März und 15. August 2020 eingestellt.
Am 1. November 2020 wurde das bisher in Taschkent verwendete Token-System zur Zahlung durch ein neues, kontaktloses Kartensystem abgelöst. Künftig lässt sich die Bezahlung des Fahrpreis von aktuell 1.400 Soʻm (seit 15. August 2019) per Bankkarte, den Transportkarten ATTO oder per Einmalticket mit QR-Code nachweisen.

## Linien
Die Metro Taschkent besteht derzeit (Stand November 2020) aus einem Netz von vier Linien, von denen die ersten drei – abgesehen von drei Brücken über die Taschkent-Kanäle – gänzlich unterirdisch und die vierte Linie vollständig oberirdisch verlaufen:
| Linie | Name              | Streckenverlauf           | Stationen | Länge    | Fahrzeit | Eröffnung | Linienart   | Verlauf      |
| ----- | ----------------- | ------------------------- | --------- | -------- | -------- | --------- | ----------- | ------------ |
|       | Chilonzor yoʻli   | Chinor – Buyuk Ipak Yoʻli | 17        | 23,7 km  | 33 Min   | 1977      | Durchmesser | unterirdisch |
|       | Oʻzbekiston yoʻli | Beruniy – Doʻstlik        | 11        | 14,3 km  | 21 Min   | 1984      | Durchmesser | unterirdisch |
|       | Yunusobod yoʻli   | Turkiston – Ming Oʻrik    | 8         | 010,5 km | 15 Min   | 2001      | Radial      | unterirdisch |
|       | Halqa yoʻli       | Texnopark – Qipchoq       | 14        | 21,5 km  | 22 Min   | 2020      | Tangential  | oberirdisch  |

Das Streckennetz hat eine Gesamtlänge von 59,5 Kilometern, wovon 40,4 Kilometer in Tunneln verlaufen.
Die Betriebszeiten der Metro sind von 5:00 Uhr bis 0:00 Uhr auf den Linien 1 und 2 und von 6:00 Uhr bis 23:00 Uhr auf den Linien 3 und 4.

## Stationen
Insgesamt existieren 38 Stationen, von denen 31 in geringer Tieflage unter der Erde liegen. In diesem Punkt unterscheidet sich die Metro Taschkent von vielen anderen U-Bahnnetzen in der ehemaligen Sowjetunion, wo die Stationen speziell in der Zeit des Kalten Krieges in großer Tiefe gebaut wurden, um sie im Falle eines Atomwaffenangriffs als Luftschutzbunker nutzen zu können (so zum Beispiel in Moskau, Sankt Petersburg, Kiew oder Pjöngjang).

### Knotenpunkte
Kernpunkte des Systems bilden die drei Umsteigestationen im Zentrum, die – wie in vielen Metronetzen der ehemaligen Sowjetunion üblich – unterschiedliche Stationsnamen für die sich dort treffenden Linien aufweisen:
- Paxtakor / Alisher Navoiy (Linien 1 und 2) im Nordwesten des Stadtzentrums nahe dem Paxtakor-Markaziy-Stadion
- Amir Temur Hiyoboni / Yunus Rajabiy (Linien 1 und 3) im Osten des Zentrums unter dem Amir-Timur-Platz
- Oybek / Ming Oʻrik (Linien 2 und 3) im Süden des Zentrums unter der gleichnamigen Straßenkreuzung

Zudem besteht an der südlichen Endstation Doʻstlik der Linie 2 ein Übergang auf die oberirdisch verlaufende Linie 4 über die Station Texnopark, welche von dort ausgehend die Viertel Yashnobod und Bektemir am südöstlichen Stadtrand erschließt. Zusätzlich besteht an der südlichen Endstation Chinor der Linie 1 ein Übergang zur Station Qipchoq der Linie 4.

### Namensgebung
Zu ihrer Eröffnung wurde ein Teil der Metrostationen der unterirdischen Linien nach den Helden der Sowjetunion benannt. Einen Ortsbezug im Namen der Bahnhöfe gab es nur in einzelnen Fällen. Dieses Benennungsschema wurde ab 2010 weitgehend beseitigt, viele der betroffenen Stationen erhielten vor dem Hintergrund des zweifelhaften Rufes ihrer Namensgeber neue Bezeichnungen, die sich nun entweder auf den Ort selbst beziehen oder auf Persönlichkeiten und die Geschichte Usbekistans.
Die Stationen auf der Ringlinie wurden 2024 umbenannt und erhielten eigene Namen, während zuvor die Stationen durchnummeriert wurden.

### Ausstattung und Architektur
Die U-Bahn-Stationen in Taschkent sind nach dem Vorbild der Moskauer Metro reich verziert, viele mit Marmor verkleidet. Nahezu alle Stationen der unterirdischen Linien sind mit monumentalen Kronleuchtern und Kunst am Bau prunkvoll dekoriert. Jeder U-Bahnhof hat eine individuelle Gestaltung, die sich oft an den Stationsnamen anlehnt. Bemerkenswert ist der lokale Stil einiger Stationen, die mit klassischen orientalischen Architekturmotiven ausgestattet sind.
Im unterirdischen Teil des Netzes sind Mittelbahnsteige vorherrschend, entweder mit einer einzelnen oder doppelten Säulenreihe oder in großen gewölbeartigen Hallen ohne Stützen gelegen. Einzige Ausnahme bildet hier die Station Sharkiston auf der Linie 3 mit Seitenbahnsteigen. Auf der oberirdischen Linie 4 besitzt lediglich die nördliche Endstation Texnopark (ehemals Doʻstlik-2) Seitenbahnsteige, alle anderen Halte sind ebenfalls mit Mittelbahnsteigen ausgeführt.
Die Bahnsteige der Stationen sind 102 Meter lang und für Fünf-Wagen-Züge ausgelegt, obwohl aktuell in Taschkent maximal vier Wagen pro Zugverband eingesetzt werden.

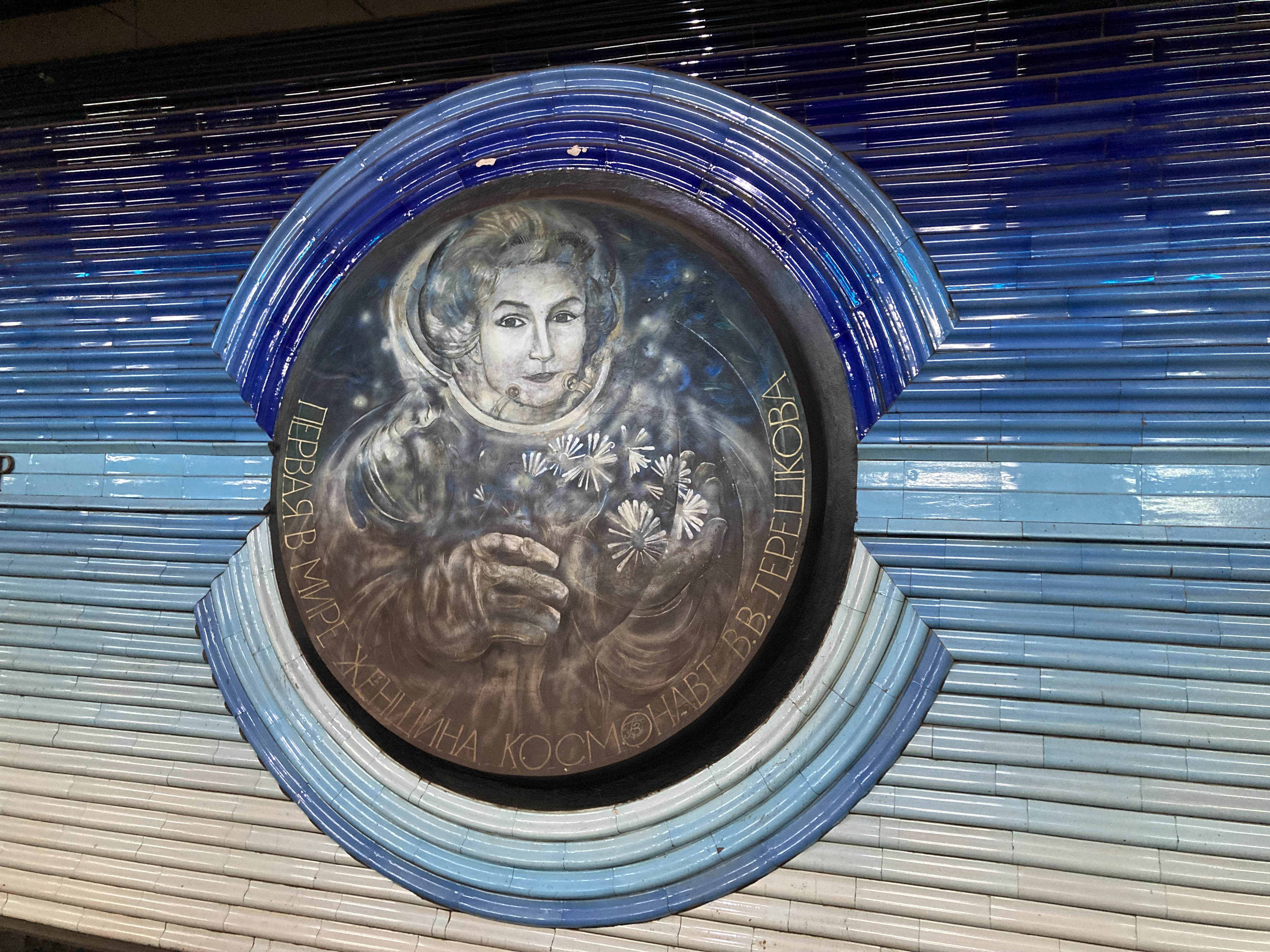
Walentina Wladimirowna Tereschkowa, Kosmonavtlar
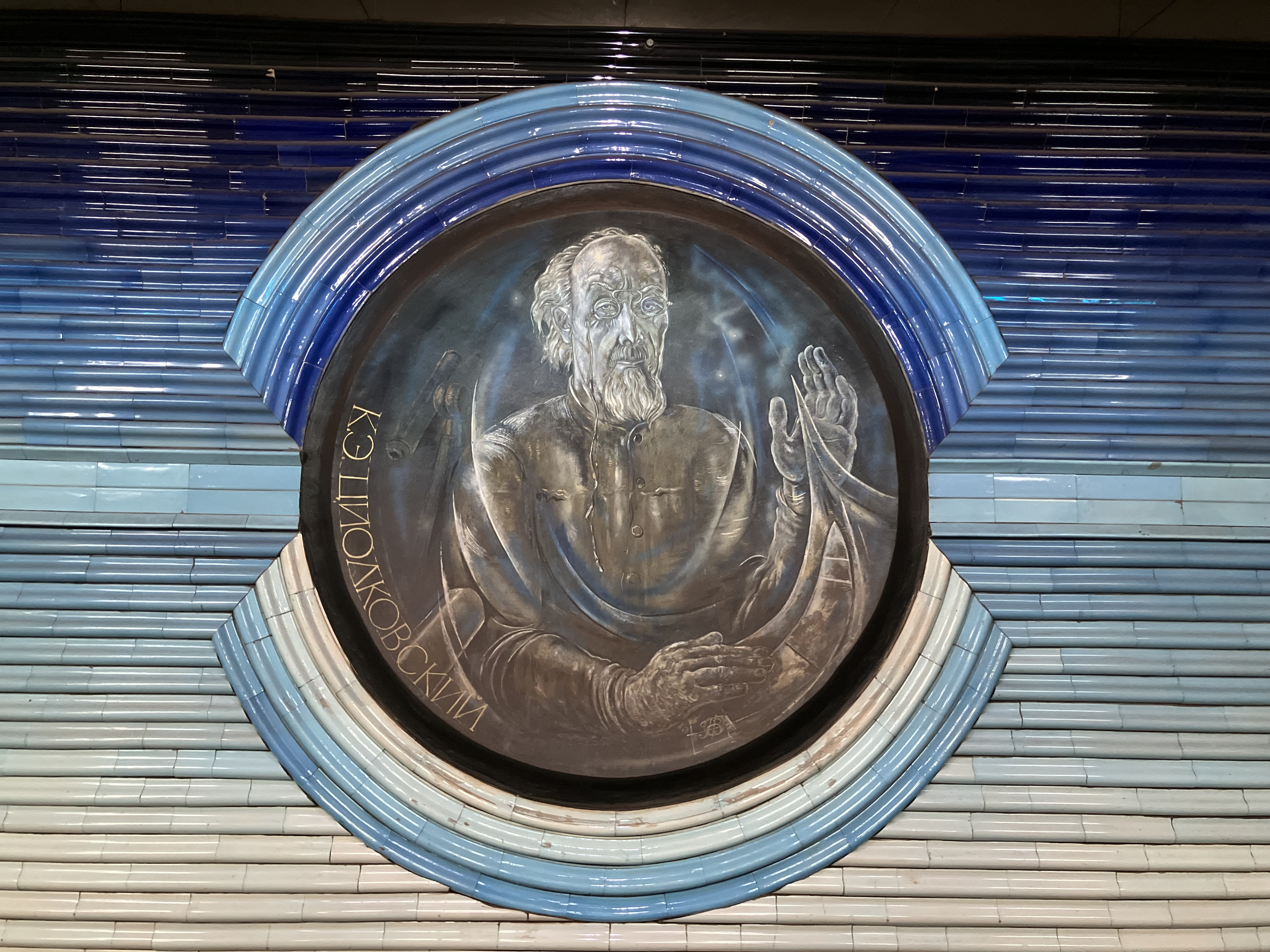
Kosmonaut 2, Kosmonavtlar
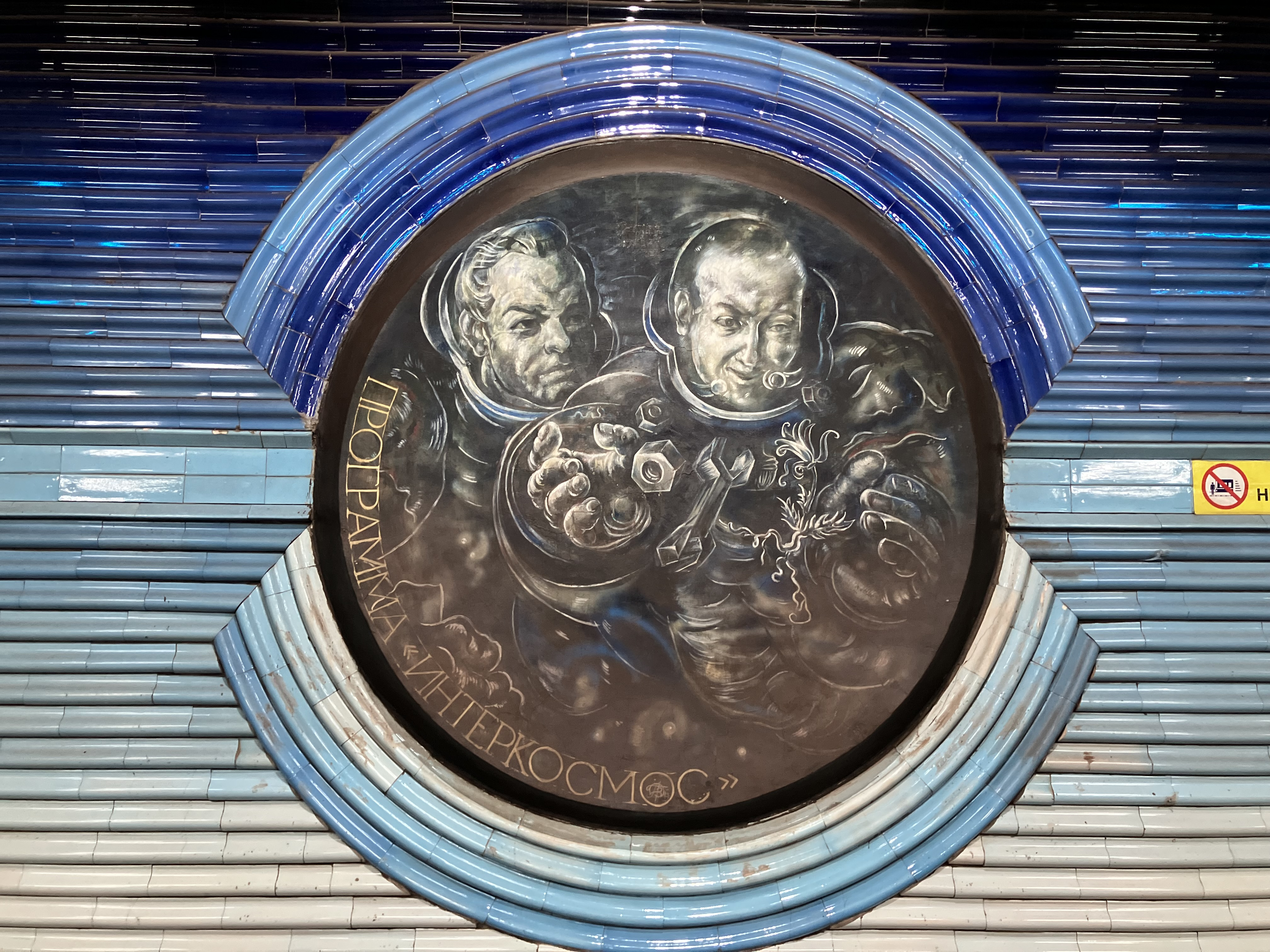
Kosmonaut 3, Kosmonavtlar
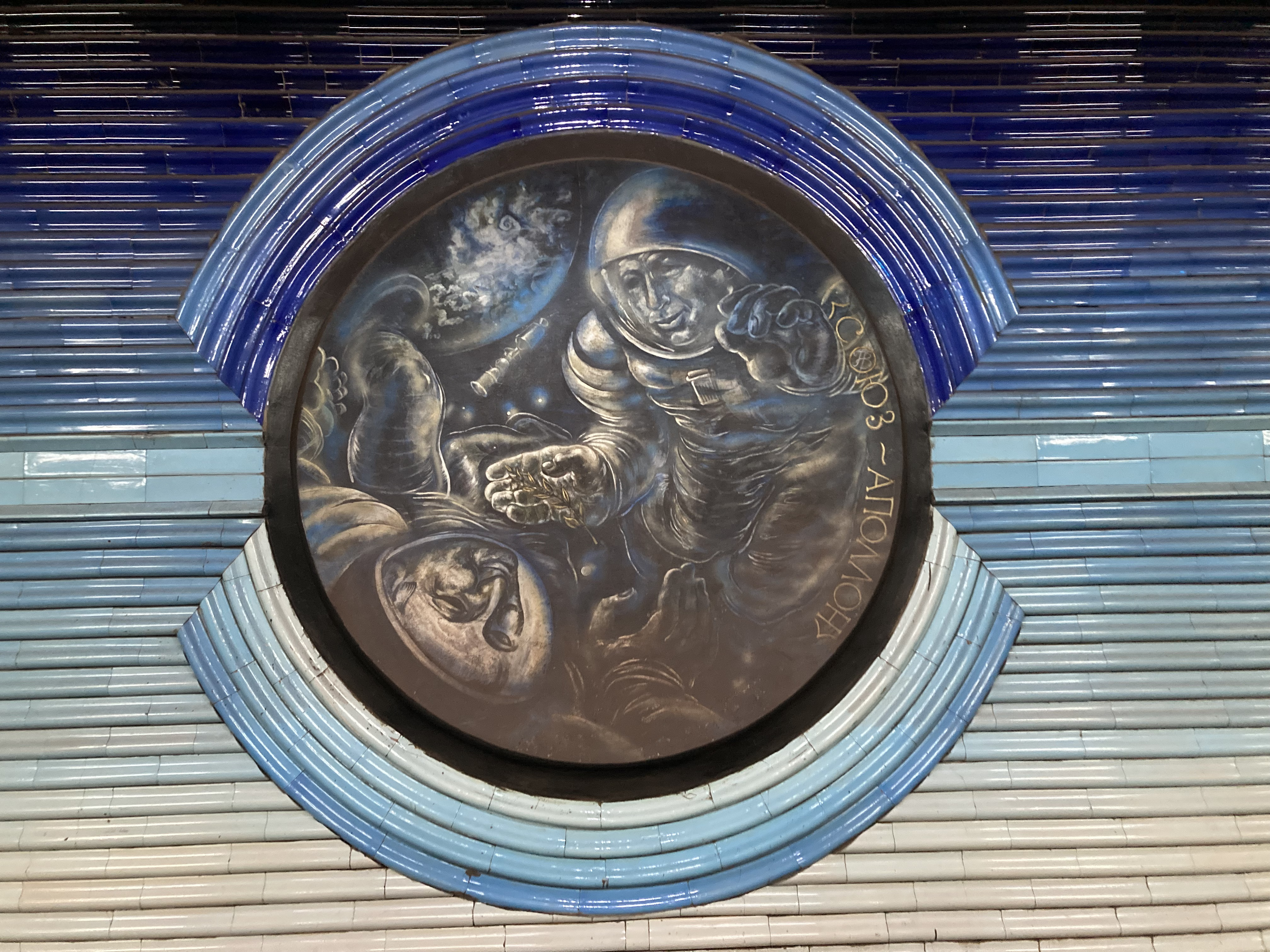
Kosmonaut 4, Kosmonavtlar
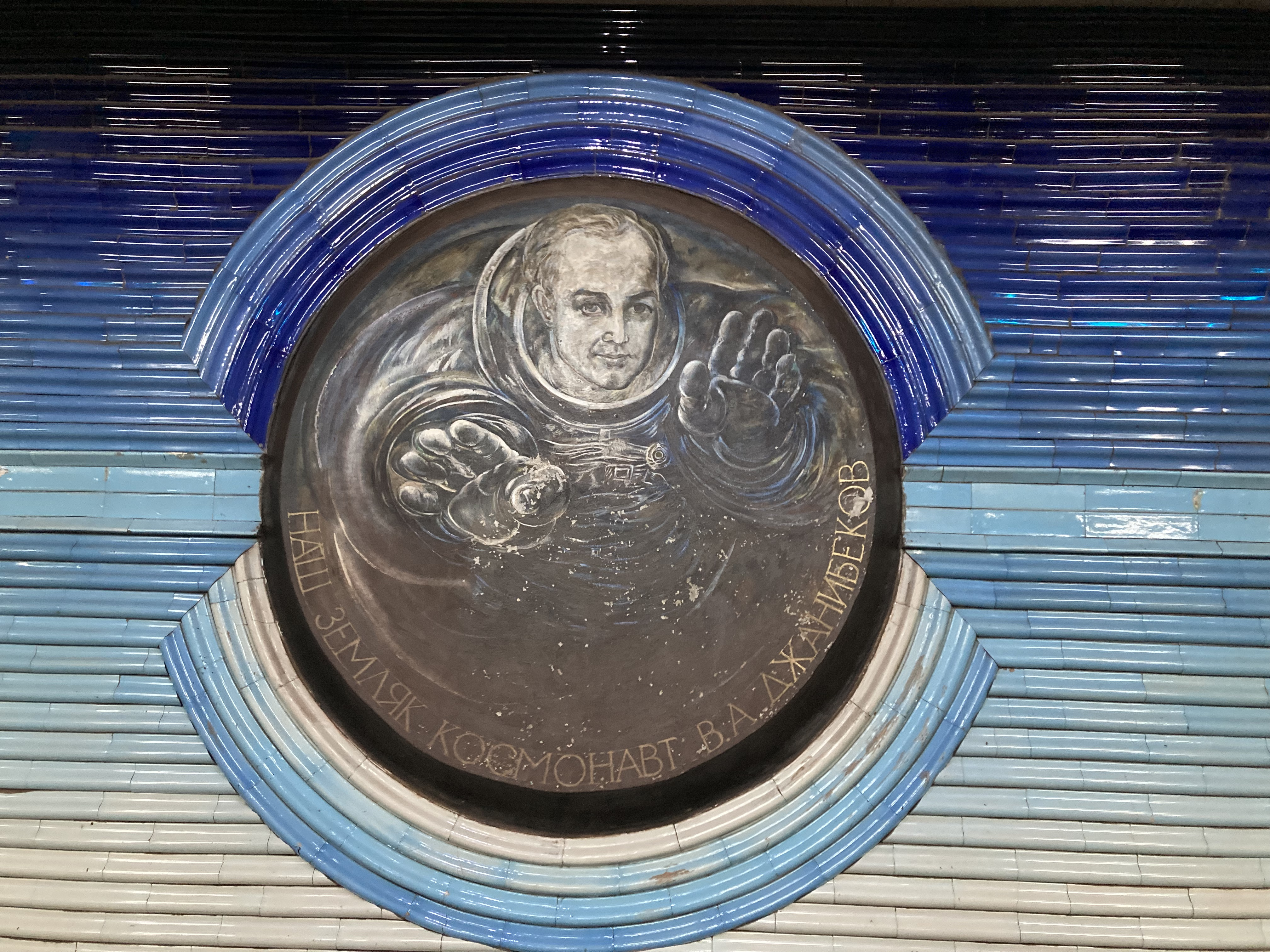
Kosmonaut 5, Kosmonavtlar
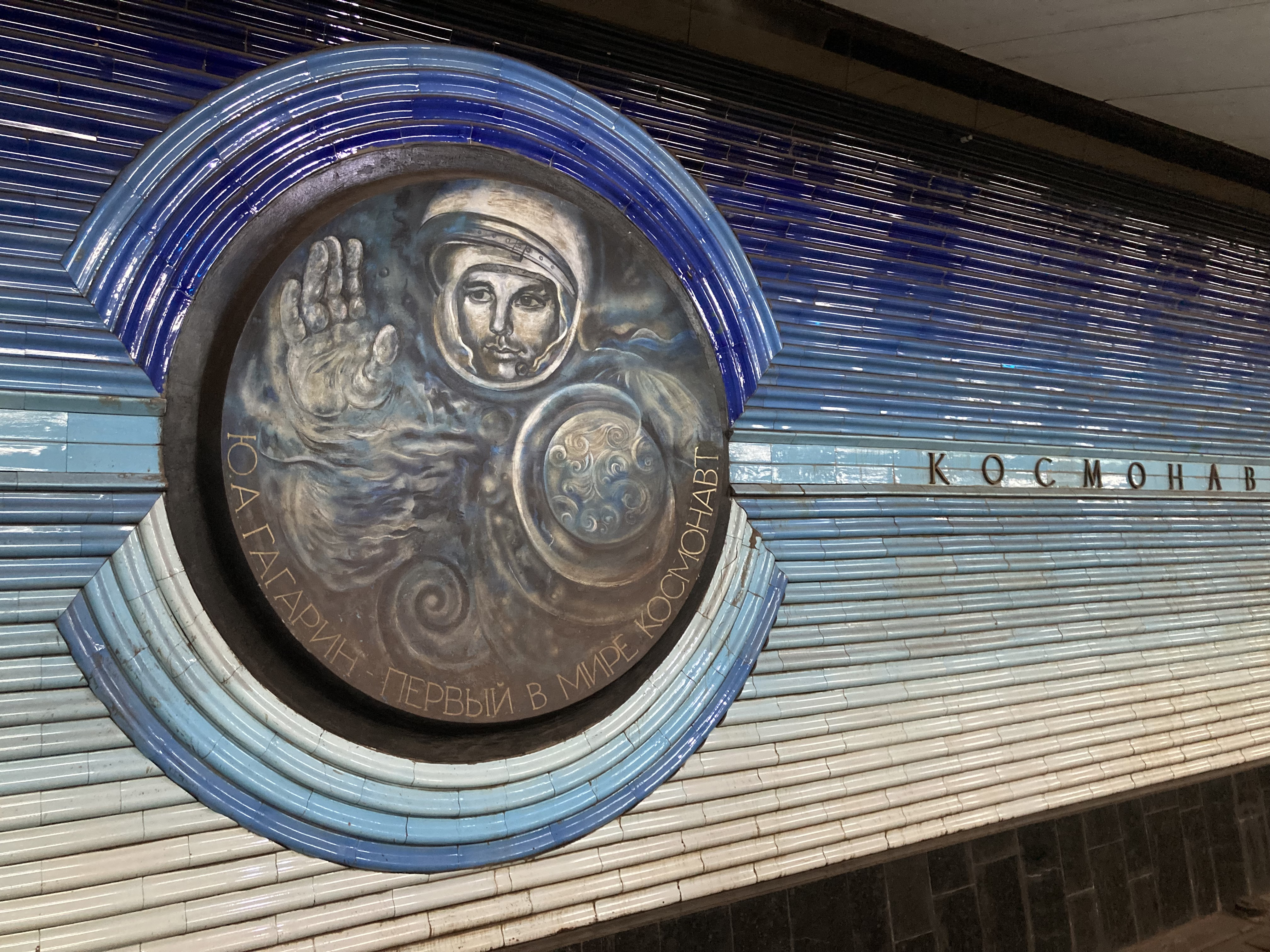
Kosmonaut 6, Kosmonavtlar
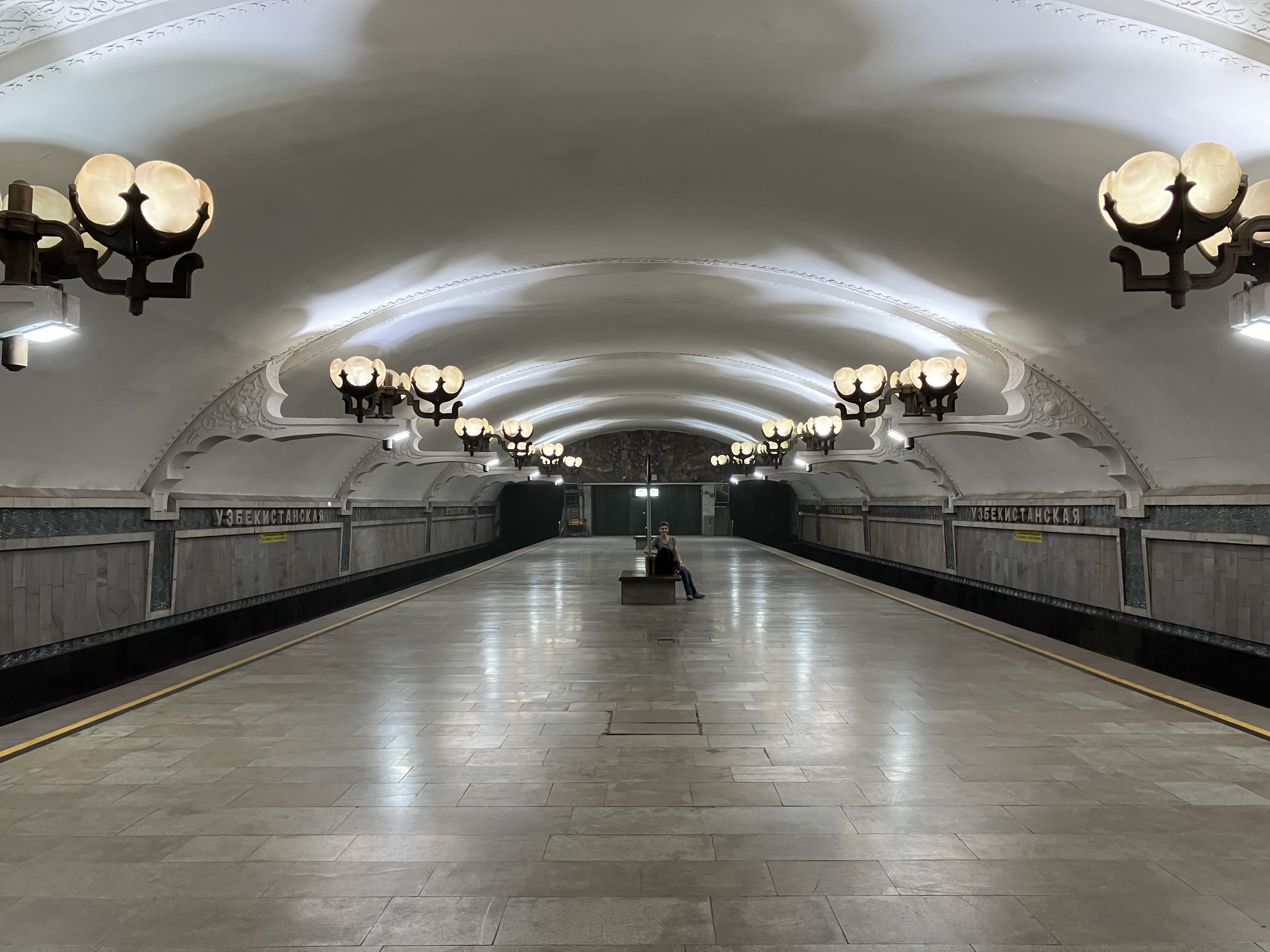
O'zbekistan
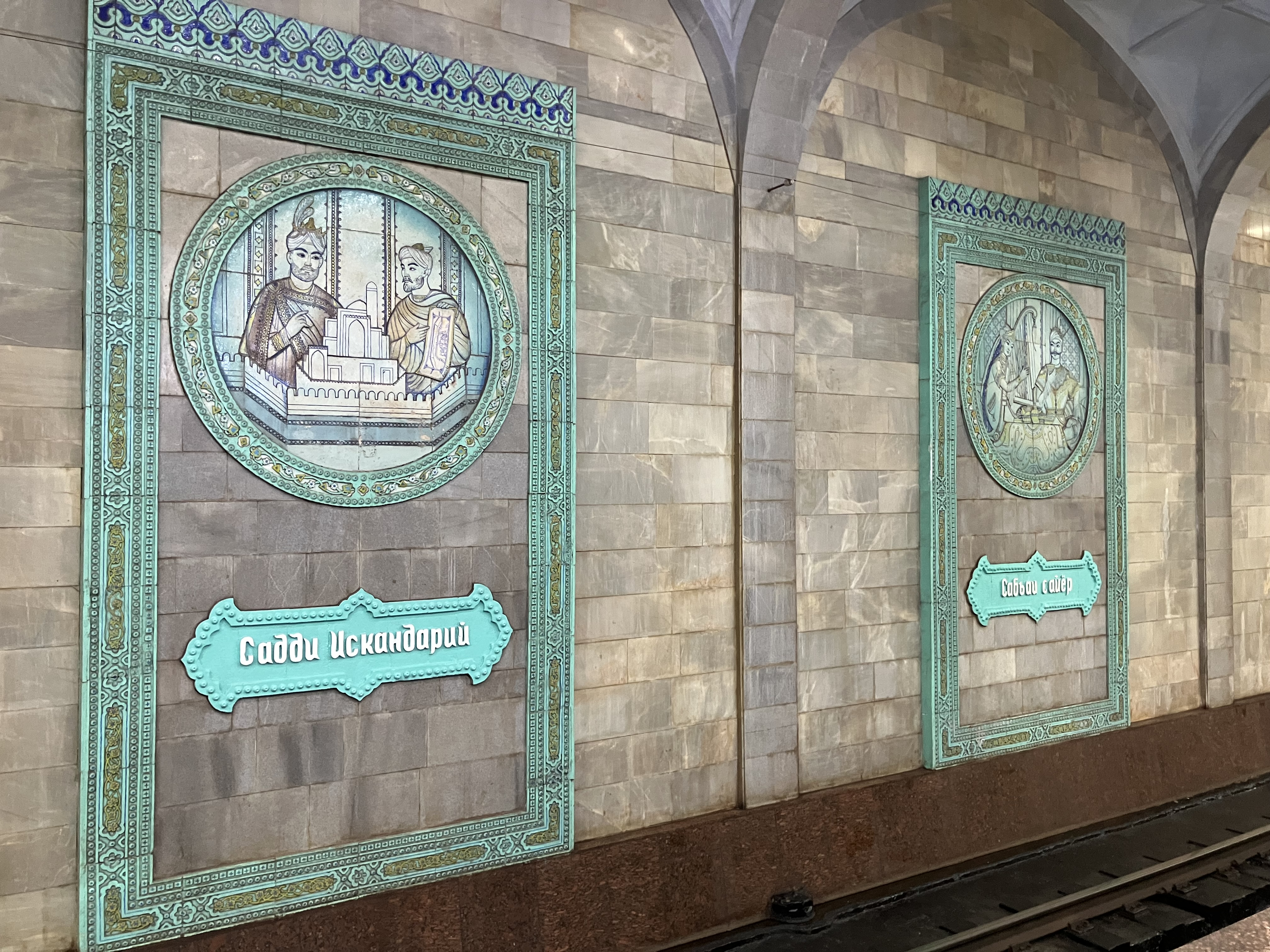
Alisher Navoiy
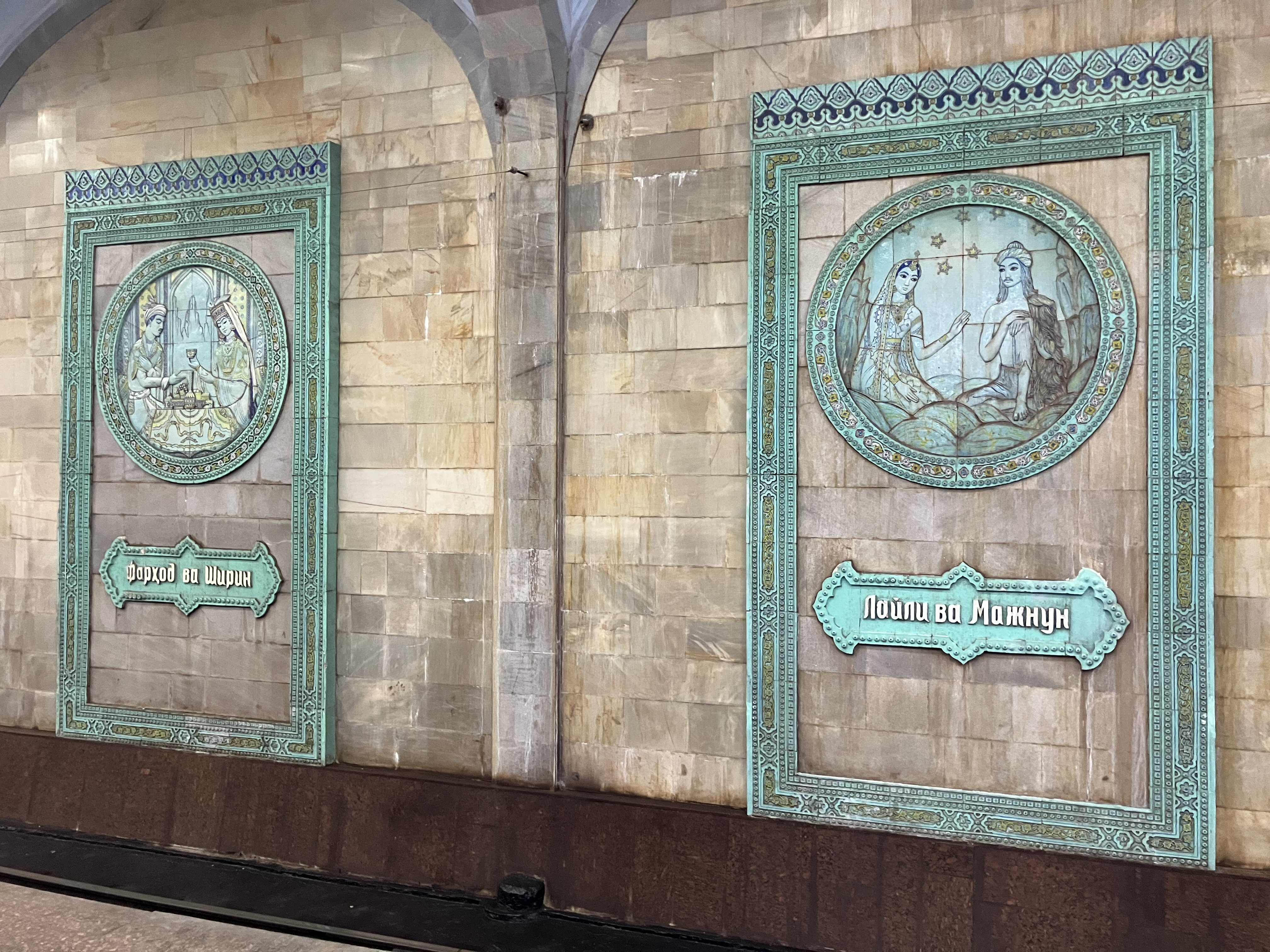
Alisher Navoiy 2
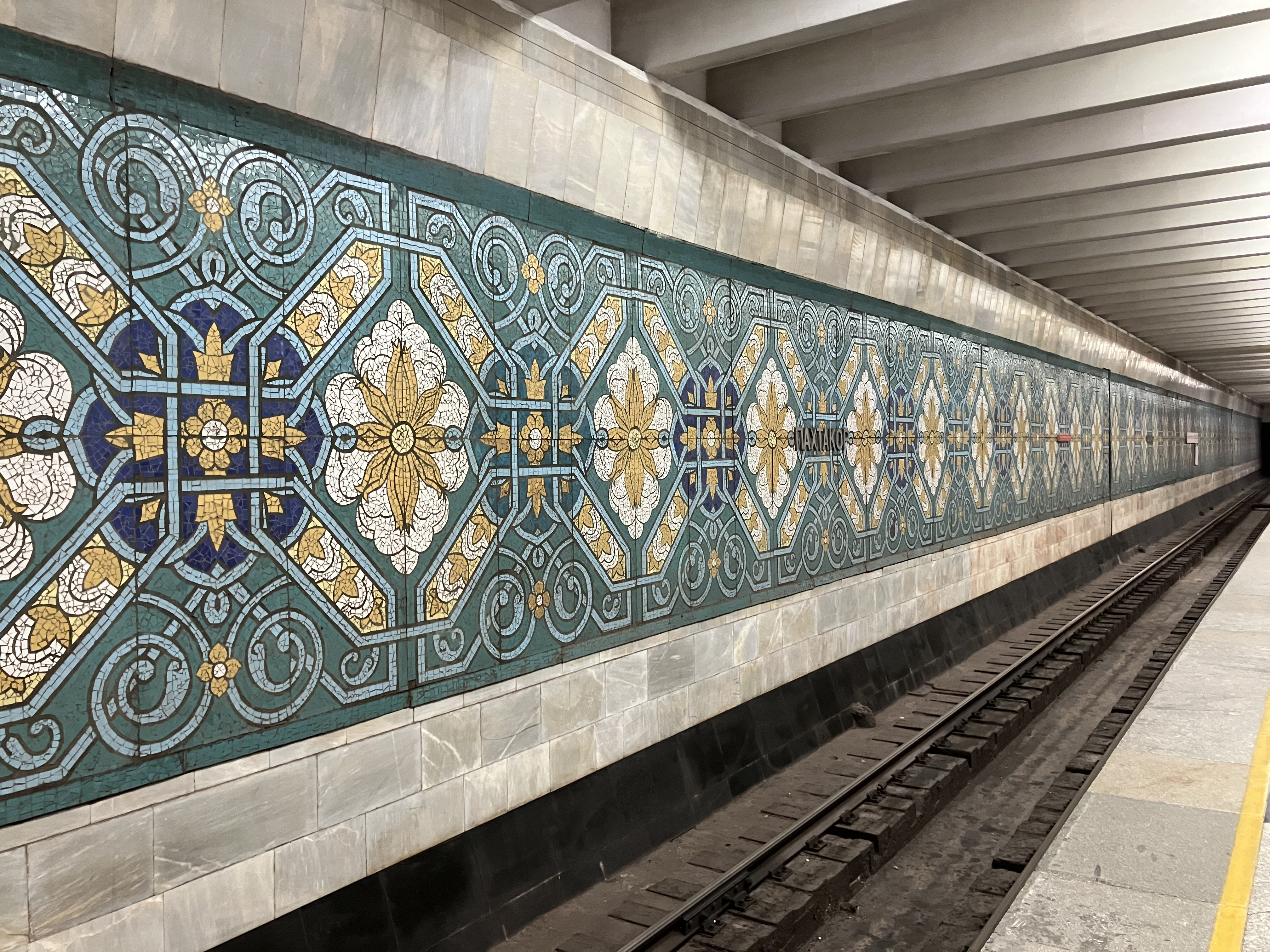
Paxtakor
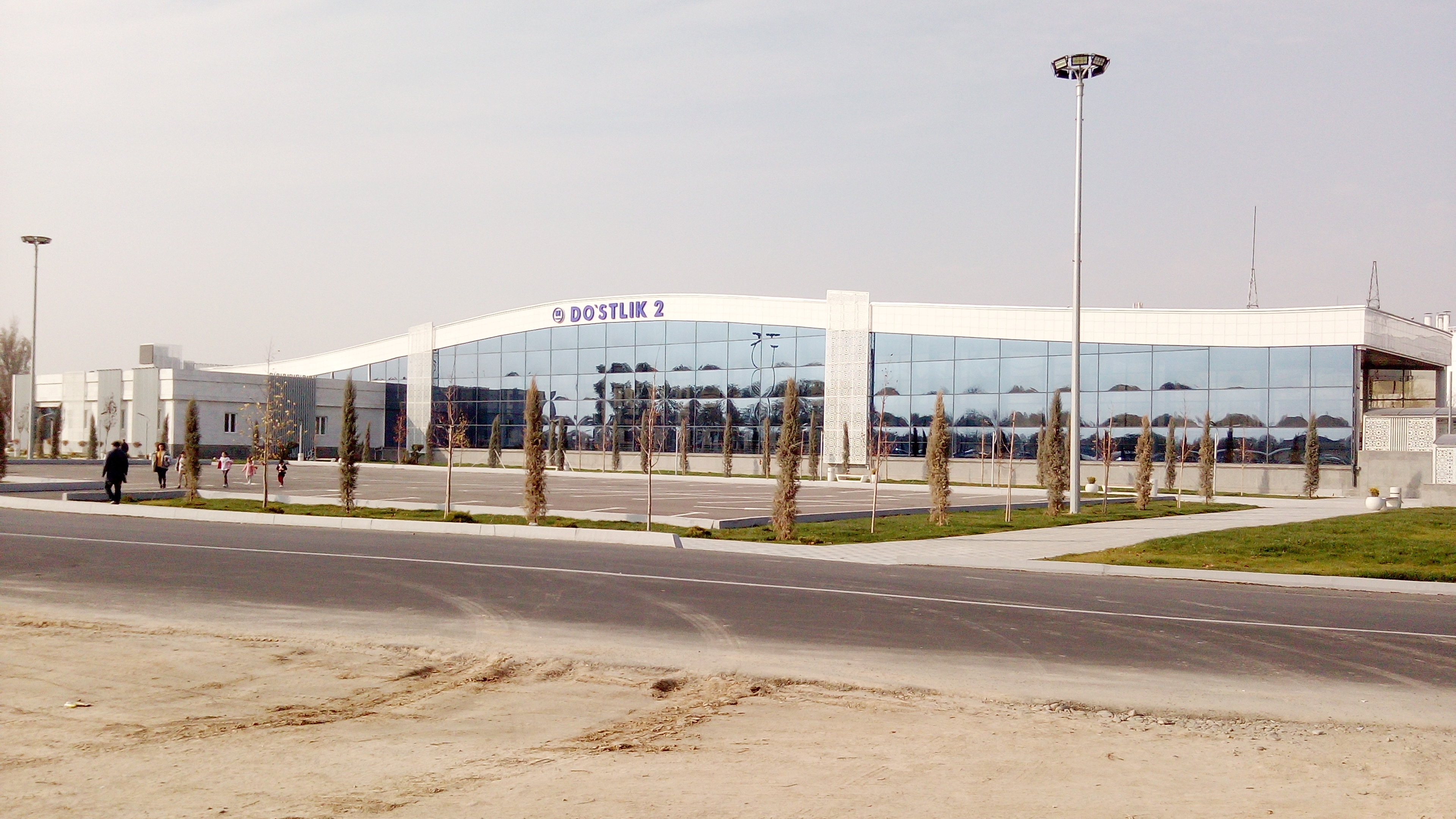
Doʻstlik-2 (2020)

## Depots
Die Metro Taschkent verfügt über zwei oberirdische Betriebshöfe zur Wartung, Instandhaltung und Abstellung ihrer Fahrzeugflotte:
Das Depot PM-1 „Chilonzor“ befindet sich im gleichnamigen Stadtviertel Chilonzor im Südwesten von Taschkent hinter der Endstation Olmazor der Linie 1 und dient der Wartung und Instandhaltung der Fahrzeuge dieser Linie. Zudem besteht vom rund acht Hektar großen Betriebsgelände aus ein Verbindungsgleis zur angrenzenden Eisenbahnlinie Taschkent–Khavast.
Das Depot PM-2 „Oʻzbekiston“ liegt im Stadtviertel Yashnobod im Südosten der Stadt und ist zuständig für die Wartung der Fahrzeuge der Linien 2, 3 und 4. Der Anschluss erfolgt von der Linie 2 über eine Rampe hinter der südlichen Endstation Doʻstlik, von wo aus auch die oberirdische Trasse der Linie 4 erreicht wird.

## Fuhrpark
In Taschkent sind aktuell insgesamt drei verschiedene Fahrzeuggenerationen im Einsatz, aus denen insgesamt 57 Vierwagenzüge gebildet werden können. Eine weitere Serie wurde wenige Jahre nach Betriebsaufnahme an andere UdSSR-Betriebe abgegeben. Wie alle Metrosysteme im Bereich der ehemaligen Sowjetunion nutzt die Taschkenter U-Bahn die russische Breitspur (1520 mm).

### Ezh3 / Em-508T

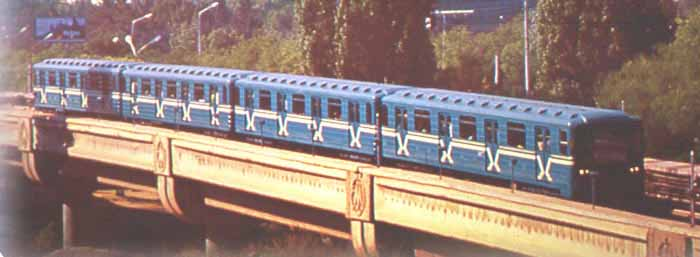
Ezh3 / Em-508T auf der Oqtepa-Brücke der Linie 1

Zur Eröffnung der Metro in Taschkent im Jahr 1977 wurden 40 Trieb- und 40 Beiwagen vom Typ Ezh3 / Em-508T von der Waggonfabrik Mytischtschi (heute Metrowagonmasch) nach Taschkent geliefert, aus denen 20 Vierwagenzüge gebildet wurden. Die für Taschkent bestimmten Triebwagen vom Typ Ezh3 trugen die Nummern 5987 bis 5999 sowie 9000 bis 9038 (mit Lücken), die Beiwagen Em-508T die Nummern 6800 bis 6859 (mit Lücken). Das Zahlenschema berücksichtigt die Wagen sämtlicher UdSSR-Metrobetriebe.
Die Fahrzeuge wurden in einer dunkelblauen Grundfarbe mit weißem Zierstreifen unter dem Fensterband ausgeliefert, der sich jeweils im Bereich der Fahrgasttüren zu einem Kreuz formte.
Bereits 1985 wurde die Baureihe in Taschkent wieder außer Dienst gestellt und an die Betriebe in Tiflis und Baku abgegeben, wo gleichartige Fahrzeuge im Einsatz standen und Streckenverlängerungen verschiedener Linien in Betrieb gegangen waren. Baku erhielt 24 Trieb- und 18 Beiwagen, Tiflis 14 Trieb- und 20 Beiwagen. Ein Zugverband verblieb in Taschkent, zunächst als Reserve, später als historische Einheit.

### 81-717/714

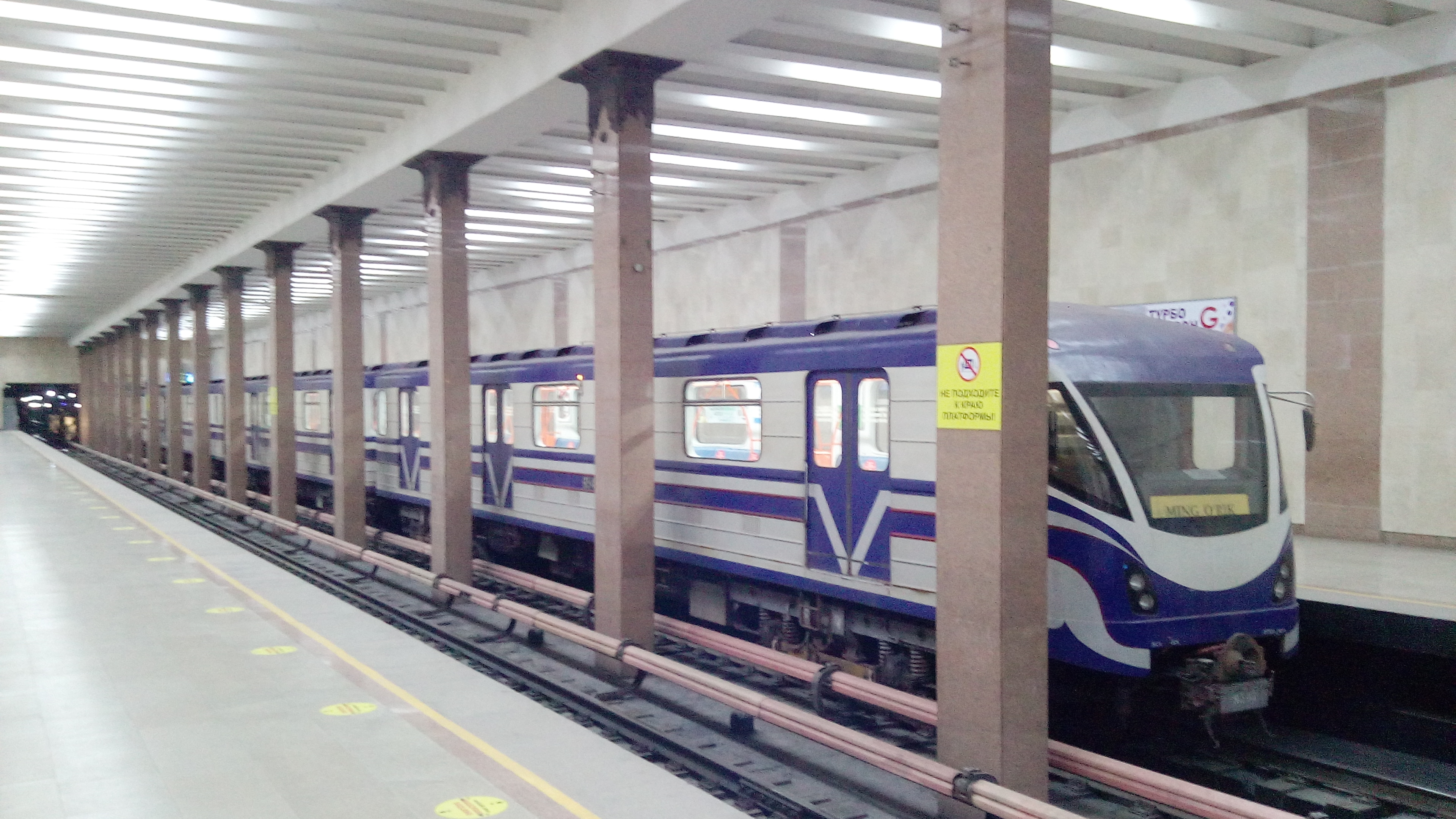
Modernisierte Version des 81-717/714 im Bahnhof Shahriston der Linie 3

Mit der Inbetriebnahme des zweiten Abschnitts der Chilonzor yoʻli (Linie 1) nahm man 1984 insgesamt 14 Trieb- und 16 Beitriebwagen vom Typ Metrowagonmasch 81-717/714 in Betrieb, die zu sieben Einheiten gekuppelt werden konnten. Mit dem Beginn der Ausmusterung der älteren Metrozüge wurden dann 1984 weitere 18 Trieb- und 14 Beiwagen des Typs geliefert. 1985 und 1986 folgen zur Erweiterung der Flotte im Zuge immer weiterer neuer Streckeneröffnungen jeweils weitere 18 Trieb- und 18 Beiwagen. 1987 kamen weitere 6 Trieb- und 6 Beiwagen, 1989 dann nochmals 4 und 6. Zwischen 1990 und 1994 wurden dann nochmals 19 Trieb- und 17 Beiwagen beschafft.
Zum Ende der Lieferung bestand die Gesamtserie an Triebwagen vom Typ 81-717 aus 97 und die der Beiwagen vom Typ 81-714 aus 95, womit maximal 47 Vierwageneinheiten zur Verfügung stehen.
Nachdem eine vorgesehene Beschaffung von Neufahrzeugen in den Jahren 2012–2013 nicht erfolgte, beschloss man kurzerhand die Überholung einzelner Fahrzeuge der Serie in Taschkent. Auffälligstes Merkmal der bis 2015 modernisierten Wagen ist die komplett neu aufgebaute und wesentlich spitzer zulaufende Kopfform, die den Fahrzeugen den Spitznamen „Schnabeltier“ verschafft haben.
Die 81-717/714 kommen heute auf allen unterirdischen Linien zum Einsatz und sind auf beide Betriebshöfe aufgeteilt.

### 81-718/719

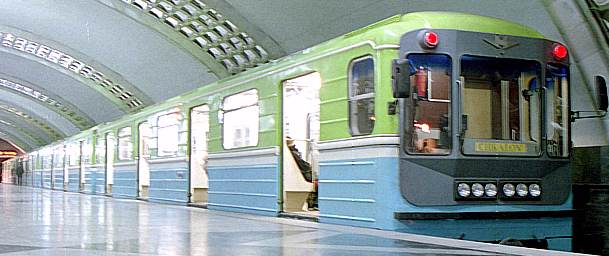
81-718/719 im südlichen Endbahnhof Do'stlik der Linie 2

Für die Inbetriebnahme der neuen Yunusobod yoʻli (Linie 3) wurden 2001 insgesamt fünf Vierwagenzüge vom Typ Metrowagonmasch 81-718/719 in der Modifikation „.0“ in Betrieb genommen. Dabei erhielten die Wagen mit Führerständen die Nummern 0001 bis 0010, die Mittelwagen die Kennungen 0101 bis 0110.
Die Fahrzeuge der Serie wurden zur Auslieferung in den Farben der Usbekischen Flagge lackiert, erhielten also ein hellgrünes Dach, einen weißen Zierstreifen unter den Fenstern und einen hellblauen unteren Wagenkasten. Auffälligstes Merkmal im Vergleich zur Vorgängerserie ist die veränderte Anordnung der Frontscheinwerfer bei den Kopfwagen, die sich nun nicht mehr seitlich, sondern mittig unter dem Führerstandsfenster befinden.
Alle Fahrzeuge dieses Typs sind dem Depot PM-2 „Oʻzbekiston“ zugeordnet.

### 81-765/766/767

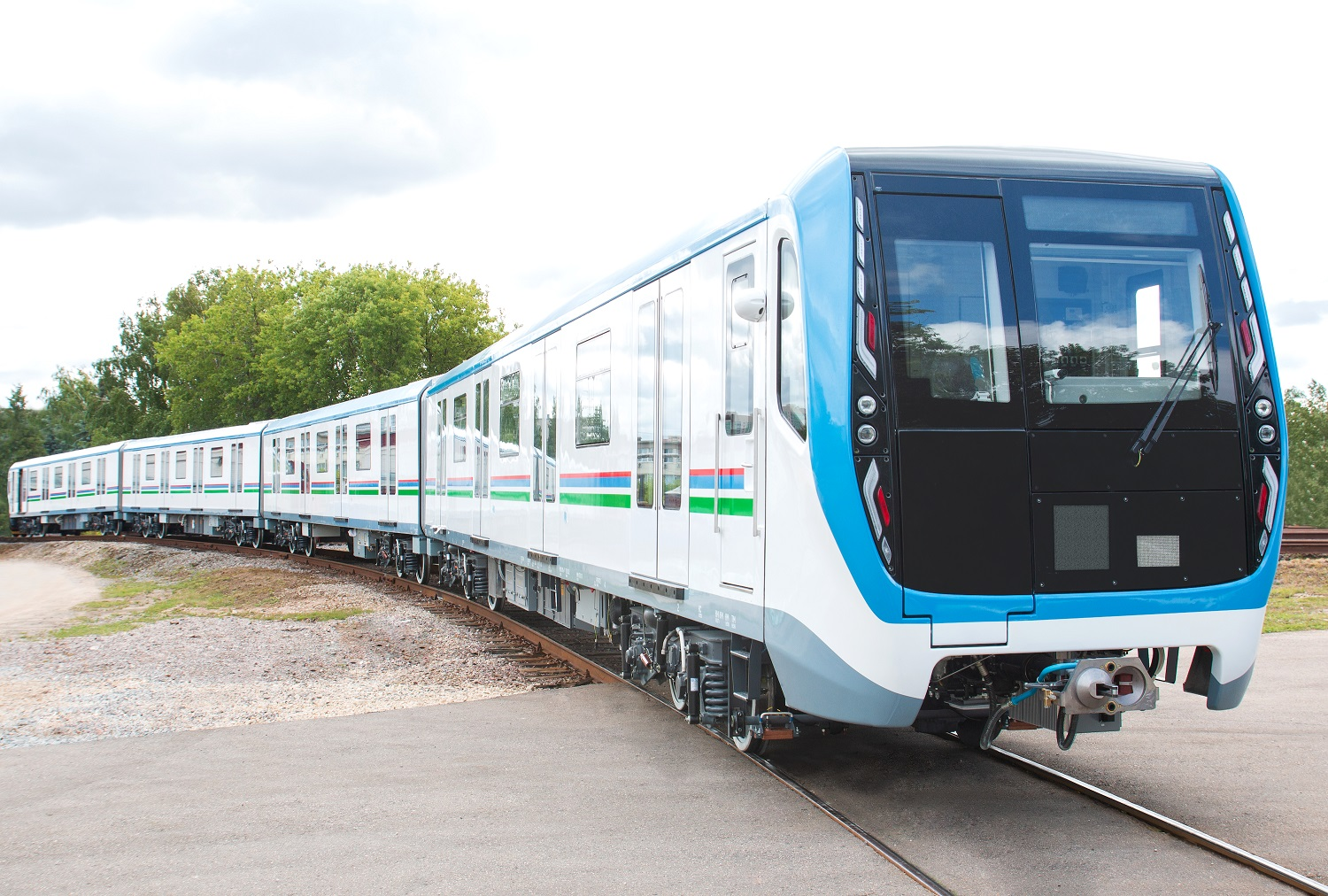
Neueste Generation 81-765/766/767 «Москва»

Ende Juli 2019 produzierte Metrowagonmash den ersten Zug des Modells 81-765/766/767 «Москва», Modifikation „.5“, der für Lieferungen zur Eröffnung des ersten Abschnitts der Halqa yoʻli (Linie 4) in Taschkent vorgesehen ist. Die Anschaffung von Zügen dieses Modells hat zwei wichtige Gründe: Die unzureichende Gesamtzahl von Fahrzeugen in der Metroflotte sowie das Fehlen von Zugmodellen, die für den Betrieb unter freiem Himmel ausgelegt sind. Für die Fahrzeuge werden die Nummern 4001 bis 4010 für die Kopfwagen mit Führerstand, 4101, 4103, 4105, 4107, 4109 für die Beitriebwagen und 4102, 4014, 4106, 4108 und 4110 für die Beiwagen vorgesehen. Die Fahrzeuge sind fest zu Vierwagenzügen gekuppelt und durchgängig begehbar. Haupteinsatzgebiet wird die oberirdisch verlaufende Linie 4 sein.
Am 19. September 2019 wurden fünf Einheiten, bestehend aus insgesamt 20 Wagen auf den Weg nach Taschkent geschickt, wo sie in der Nacht vom 28. auf den 29. September ankamen. Am 20. November 2019 machte der Zug 4001 – 4101 – 4102 – 4002 nach den Inbetriebnahmeverfahren seine erste Fahrt mit Fahrgästen auf der Linie 2. Die weiteren Einheiten wurden in den folgenden Tagen in Betrieb genommen.
Alle Wagen des Typs tragen eine weiße Farbgebung mit hellblauem Dach und einem Zierstreifen unter dem Fensterband in den Farben der Usbekischen Flagge (rot-hellblau-weiß-hellgrün). Die Fahrzeugfront ist schwarz, eingerahmt vom hellblau des Daches, welches sich an beiden Seiten des Führerstands nach unten zieht.
2022 wurden bei Metrowagonmash insgesamt 14 Züge bestellt, welche dazu dienen sollen, Taktverdichtungen auf den Linien 1, 2 und 3 zu ermöglichen. Im März 2024 wurden die ersten Züge der Bestellung in Betrieb genommen, wobei bis April 2024 insgesamt 24 Züge in Betrieb sein sollen. Zusätzlich ist die Beschaffung weiterer Züge dieses Typs zum Ersatz älterer Baureihen geplant.

## Zukunft

### Netzentwicklung
Für das Taschkenter Metronetz bestehen weiterhin umfangreiche Planungen, von denen ein größerer Teil bereits in Bau ist:
Die Linie 1 soll im Südwesten der Stadt weiter verlängert werden. Dazu ist ausgehend vom Depotareal PM-1 „Chilonzor“ eine Hochbahnlinie in den Stadtteil Sirgali im Bau. Die rund 6 Kilometer lange Strecke wird für 74 Millionen Euro gebaut. Die für 2019 geplante Eröffnung wird sich verzögern und ist nun für 2021 geplant. Insgesamt sind sechs neue Stationen vorgesehen, alle oberirdisch auf einem Viadukt gelegen:
- Choshtepa, südlich der namensgebenden Querstraße
- Toshkent Khalka Yoʻli, unmittelbar südlich der namensgebenden Taschkenter Ringstraße, welche die Hochbahnstrecke hier unterquert.
- Sirgali, im Zentrum des gleichnamigen Stadtteils
- Afrosiyob, südlich der namensgebenden Querstraße
- Qipchoq, nördlich der namensgebenden Querstraße
- Chinor, südlich der namensgebenden Querstraße

Die Verlängerung wurde 2020 eröffnet, wobei die im Vergleich zur Planung die Anzahl der Stationen auf dem Abschnitt auf 5 reduziert wurde und sämtliche Stationen umbenannt wurden, wobei von Norden aus in Richtung Süden betrachtet die Stationen jetzt die Namen 1-Bekat bis 5-Bekat tragen.
Die Linie 3 soll südlich von Ming Oʻrik unterirdisch um insgesamt vier Stationen verlängert werden und künftig am Südbahnhof Janubiy enden. Geplant sind aktuell folgende Haltestellen:
- Bobur soll unter der Straße Shota Rustaveli koʻchasi in Höhe des Bobur-Parks entstehen
- Tokimachi unter der Straße Usmon Nosir ko'chasi südlich der Kreuzung mit der Muqimiy koʻchasi
- Usmon Nosir ebenfalls unter der gleichnamigen Straße im Bereich Chapanata koʻchasi nahe dem dortigen militärischen Ehrenmal
- Janubiy unter dem Bahnhofsvorplatz des Südbahnhofs

Auch die Linie 4 soll umfassend nach Westen erweitert werden und mittelfristig einen südlichen Halbring um die Stadt schlagen. Die Verlängerung hinter Qoʻyliq ist bereits im Bau. Später ist die Komplettierung des Rings vorgesehen.
Bis 2025 soll die Metro auf 157 km Länge wachsen, 74 Stationen haben, von denen 17 Umsteigestationen sind.

### Depots
Ein weiterer oberirdischer Betriebshof ist am nördlichen Ende der Linie 3 hinter der Station Turkiston in Planung.